# Virginia Slims of Nashville 1988
Il Virginia Slims of Nashville 1988 è stato un torneo di tennis giocato sul cemento indoor. 
È stata la 4ª edizione del torneo, che fa parte della categoria Tier V nell'amnito del WTA Tour 1988. Si è giocato a Brentwood negli USA dal 17 al 23 ottobre 1988.

## Campionesse

### Singolare
Susan Sloane-Lundy ha battuto in finale  Beverly Bowes-Hackney con il punteggio di 6–3, 6–2

### Doppio
Jenny Byrne /  Janine Thompson hanno battuto in finale  Elise Burgin /  Rosalyn Fairbank con il punteggio di 7–5, 6–7, 6–4